# 琴岩国武士
琴岩国 武士（こといわくに たけし、1972年10月21日 - ）は、山口県岩国市出身で佐渡ヶ嶽部屋所属の元大相撲力士。本名は藤本 武志（ふじもと たけし）。身長188cm、体重163kg。最高位は東十両12枚目（1999年9月場所）。得意技は左四つ、寄り。趣味はテレビ鑑賞、血液型はB型。

## 来歴
1988年3月場所初土俵。決して早くは無かったが、着実に番付を上げて行った。取り口は左四つ。1996年3月場所には西幕下筆頭で4勝3敗と勝ち越し新十両が確定的の状況になったが、十両下位で負け越しをしている力士が少なかったため十両昇進が見送りになり、翌5月場所は東幕下筆頭の地位に留まった。（この結果を受け 、以後東西にかかわらず筆頭での勝ち越しを最優先することとなった。詳細は幕下を参照。）だが2勝5敗と負け越し十両に昇進することが出来なかった。しばらく幕下上位で一進一退し長く低迷していた。1999年7月場所に東幕下2枚目で5勝2敗と勝ち越し、翌9月場所に3年越しの十両昇進を掴んだ。立合いが遅く十両に定着することは出来なかったが、通算3場所十両を経験。2004年9月場所10日目、1勝4敗と負け越した相撲を最後に現役を引退した。
引退後は、部屋の大先輩である琴旭基が東京都内で経営する飲食店に就職。その後大阪・『琴旭基』と福岡県柳川市・『琴勝』で修業を積み、2015年1月より故郷・岩国に戻り、「相撲茶屋琴岩国」を開店した。

## 主な成績
- 通算成績：367勝333敗18休 勝率.524
- 十両成績：16勝29敗 勝率.356
- 現役在位：100場所
- 十両在位：3場所
- 各段優勝
  - 三段目優勝：1回（1991年3月場所）

### 場所別成績
| | 一月場所 初場所（東京） | 三月場所 春場所（大阪） | 五月場所 夏場所（東京） | 七月場所 名古屋場所（愛知） | 九月場所 秋場所（東京） | 十一月場所 九州場所（福岡） |
| --- | ----------------------- | ----------------------- | ----------------------- | --------------------------- | ----------------------- | --------------------------- |
| 1988年 （昭和63年） | x                       | （前相撲）              | 東序ノ口43枚目 4–3      | 東序二段143枚目 3–4         | 東序ノ口8枚目 5–2       | 東序二段105枚目 3–4         |
| 1989年 （平成元年） | 西序二段123枚目 4–3     | 東序二段92枚目 3–4      | 東序二段112枚目 5–2     | 東序二段67枚目 5–2          | 西序二段27枚目 2–5      | 西序二段61枚目 5–2          |
| 1990年 （平成2年） | 西序二段20枚目 4–3      | 東三段目89枚目 0–5–2    | 東序二段34枚目 4–3      | 東序二段9枚目 5–2           | 西三段目69枚目 5–2      | 東三段目36枚目 3–4          |
| 1991年 （平成3年） | 西三段目54枚目 4–3      | 西三段目38枚目 優勝 7–0 | 西幕下26枚目 2–5        | 西幕下49枚目 4–3            | 東幕下35枚目 休場 0–0–7 | 東三段目15枚目 2–5          |
| 1992年 （平成4年） | 西三段目42枚目 4–3      | 西三段目29枚目 5–2      | 西三段目4枚目 4–3       | 西幕下52枚目 5–2            | 西幕下31枚目 4–3        | 東幕下22枚目 3–4            |
| 1993年 （平成5年） | 西幕下30枚目 4–3        | 東幕下23枚目 3–4        | 西幕下34枚目 4–3        | 西幕下26枚目 4–3            | 西幕下20枚目 3–4        | 東幕下29枚目 休場 0–0–7     |
| 1994年 （平成6年） | 西三段目9枚目 2–5       | 西三段目40枚目 4–3      | 東三段目23枚目 6–1      | 東幕下48枚目 2–5            | 西三段目13枚目 6–1      | 西幕下40枚目 6–1            |
| 1995年 （平成7年） | 東幕下19枚目 4–3        | 西幕下13枚目 1–6        | 西幕下34枚目 4–3        | 西幕下27枚目 4–3            | 東幕下20枚目 5–2        | 東幕下10枚目 6–1            |
| 1996年 （平成8年） | 西幕下筆頭 4–3          | 東幕下筆頭 2–5          | 西幕下10枚目 1–6        | 西幕下33枚目 4–3            | 東幕下23枚目 4–3        | 東幕下15枚目 3–4            |
| 1997年 （平成9年） | 西幕下23枚目 6–1        | 西幕下9枚目 4–3         | 東幕下6枚目 4–3         | 東幕下3枚目 4–3             | 東幕下筆頭 2–5          | 東幕下14枚目 3–4            |
| 1998年 （平成10年） | 東幕下23枚目 5–2        | 東幕下10枚目 4–3        | 東幕下7枚目 1–6         | 西幕下27枚目 5–2            | 東幕下14枚目 3–4        | 東幕下20枚目 4–3            |
| 1999年 （平成11年） | 東幕下13枚目 4–3        | 東幕下10枚目 5–2        | 東幕下5枚目 4–3         | 東幕下2枚目 5–2             | 東十両12枚目 4–11       | 東幕下5枚目 6–1             |
| 2000年 （平成12年） | 東幕下筆頭 2–5          | 東幕下10枚目 5–2        | 東幕下3枚目 4–3         | 西十両13枚目 7–8            | 東幕下筆頭 2–6          | 東幕下11枚目 1–6            |
| 2001年 （平成13年） | 西幕下35枚目 4–3        | 東幕下28枚目 5–2        | 西幕下18枚目 3–4        | 東幕下26枚目 6–1            | 西幕下9枚目 3–4         | 東幕下5枚目 2–5             |
| 2002年 （平成14年） | 西幕下15枚目 4–3        | 東幕下12枚目 3–4        | 西幕下14枚目 4–3        | 東幕下10枚目 3–4            | 東幕下16枚目 4–3        | 東幕下10枚目 3–4            |
| 2003年 （平成15年） | 東幕下14枚目 5–2        | 東幕下6枚目 5–2         | 東幕下2枚目 4–3         | 東十両13枚目 5–10           | 西幕下5枚目 4–3         | 西幕下2枚目 1–6             |
| 2004年 （平成16年） | 東幕下20枚目 3–4        | 東幕下27枚目 3–4        | 東幕下38枚目 3–4        | 東幕下46枚目 4–3            | 東幕下39枚目 引退 1–4–2 | x                           |
| 各欄の数字は、「勝ち-負け-休場」を示す。 優勝 引退 休場 十両 幕下 三賞：敢=敢闘賞、殊=殊勲賞、技=技能賞 その他：★=金星 番付階級：幕内 - 十両 - 幕下 - 三段目 - 序二段 - 序ノ口 幕内序列：横綱 - 大関 - 関脇 - 小結 - 前頭（「#数字」は各位内の序列） |                         |                         |                         |                             |                         |                             |

## 改名歴
- 藤本 武志（ふじもと たけし）1988年3月場所
- 琴藤本 武志（ことふじもと－）1988年5月場所-1996年3月場所
- 琴藤本 武（ことふじもと－）1996年5月場所
- 琴藤本 武志（ことふじもと－）1996年7月場所-1997年5月場所
- 琴岩国 武志（こといわくに－）1997年7月場所-1997年11月場所
- 琴岩国 剛士（こといわくに－）1998年1月場所-1999年5月場所
- 琴岩国 武士（こといわくに－）1999年7月場所-2004年9月場所